# Extreme Rules (2015)
Extreme Rules 2015 – gala PPV zorganizowana przez World Wrestling Entertainment, która odbyła się 26 kwietnia 2015 roku w Allstate Arenie w Rosemont. Będzie to siódma gala Extreme Rules w historii oraz czwarta gala Pay-Per-View WWE w 2015 roku.

## Walki
13 kwietnia 2015 roku na WWE RAW odbył się Battle Royal o tytuł pretendentki do pasa WWE Divas Championship.
| Kol. | Zawodniczka | Wyeliminowana przez | Czas |
| ---- | ----------- | ------------------- | ---- |
| 1    | Summer Rae  | Rosa Mendes         | 0:34 |
| 2    | Natalya     | Rosa Mendes         | 0:36 |
| 3    | Rosa Mendes | Emma                | 0:48 |
| 4    | Emma        | Alicia Fox          | 1:06 |
| 5    | Cameron     | Naomi               | 2:23 |
| 6    | Alicia Fox  | Paige               | 2:24 |
| 7    | Naomi       | Paige               | 3:55 |
| --   | Paige       | ZWYCIĘŻCZYNI        | N/A  |

| Lp                                  | Walka                                                                                      | Stypulacja | Czas     |
| ----------------------------------- | ------------------------------------------------------------------------------------------ | --- | -------- |
| Preshow                             | Adrian Neville (c) pokonał Bad News Barrett                                                | Singles match | 00:10:36 |
| 1                                   | Dean Ambrose pokonał Luke'a Harpera                                                        | Chicago Street Fight | 00:56:10 |
| 2                                   | Dolph Ziggler pokonał Sheamusa                                                             | Kiss Me Arse match | 00:09:16 |
| 3                                   | The New Day (Big E & Kofi Kingston; z Xavierem Woodsem) pokonali Tysona Kidda & Cesaro (c) | Tag team match o pas WWE Tag Team Championship                                                                                            | 00:09:47 |
| 4                                   | John Cena (c) pokonał Ruseva (z Laną)                                                      | Russian Chain match o pas WWE United States Championship                                                                                  | 00:13:35 |
| 5                                   | Nikki Bella (c) pokonała Naomi                                                             | Singles match o pas WWE Divas Championship                                                                                                | 00:07:18 |
| 6                                   | Roman Reigns pokonał Big Showa                                                             | Last Man Standing match | 00:19:46 |
| 7                                   | Seth Rollins (c) pokonał Randy'ego Ortona                                                  | Steel Cage Match o pas WWE World Heavyweight Championship; jeśli Orton użyje RKO zostanie zdyskwalifikowany; Kane jest strażnikiem klatki | 00:21:02 |
| (c) – mistrz/mistrzowie przed walką |                                                                                            | |          |